# من بعدي الطوفان

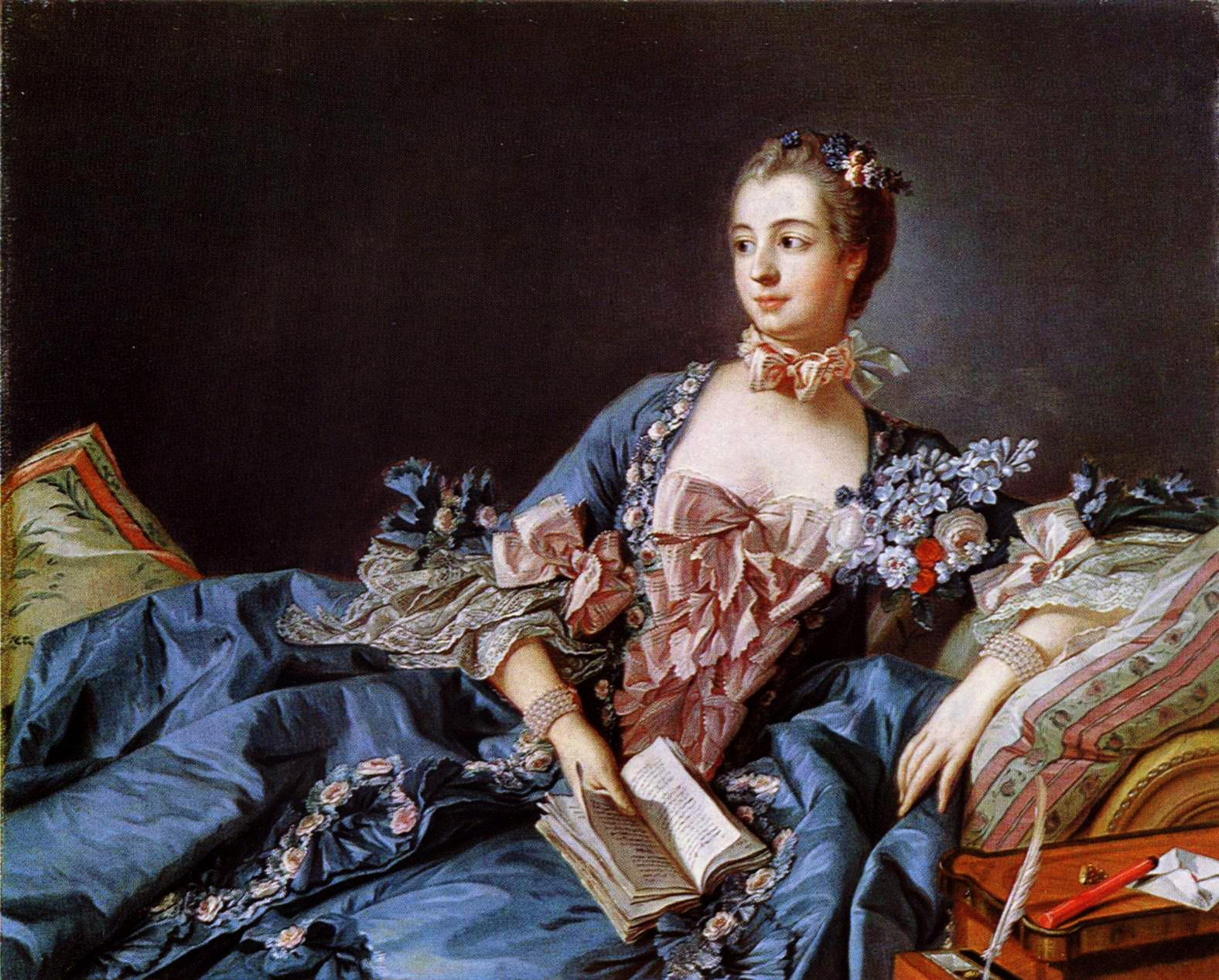

من بعدي الطوفان أو من بعدنا الطوفان (بالفرنسية: Après nous, le déluge) قول فرنسي منسوب إلى مدام دي بومبادور، عشيقة لويس الخامس عشر. أرادت من خلالها رفع معنويات ملك فرنسا بعد معركة روسباخ، بدعوتها إلى عدم التفكير في العواقب الدراماتيكية للهزيمة.
كان لويس الخامس عشر يكرر مرارا هذه المقولة الأنانية في إشارة إلى ولي عهده، لويس السادس عشر المستقبلي.

## راجع أيضا
- الدولة أنا، وأنا الدولة